# Cahul
Cahul (em russo: Кагул, transl. Kagul) é uma cidade no sul da Moldávia. A cidade é o centro administrativo do Distrito de Cahul e também administra uma aldeia, Cotihana. Tem uma população de 39 400

## Clima
| Dados climáticos para Cahul, Moldávia    | Dados climáticos para Cahul, Moldávia | Dados climáticos para Cahul, Moldávia | Dados climáticos para Cahul, Moldávia | Dados climáticos para Cahul, Moldávia | Dados climáticos para Cahul, Moldávia | Dados climáticos para Cahul, Moldávia | Dados climáticos para Cahul, Moldávia | Dados climáticos para Cahul, Moldávia | Dados climáticos para Cahul, Moldávia | Dados climáticos para Cahul, Moldávia | Dados climáticos para Cahul, Moldávia | Dados climáticos para Cahul, Moldávia | Dados climáticos para Cahul, Moldávia |
| Mês                                      | Jan                                   | Fev                                   | Mar                                   | Abr                                   | Mai                                   | Jun                                   | Jul                                   | Ago                                   | Set                                   | Out                                   | Nov                                   | Dez                                   | Ano                                   |
| ---------------------------------------- | ------------------------------------- | ------------------------------------- | ------------------------------------- | ------------------------------------- | ------------------------------------- | ------------------------------------- | ------------------------------------- | ------------------------------------- | ------------------------------------- | ------------------------------------- | ------------------------------------- | ------------------------------------- | ------------------------------------- |
| Média alta °C (°F)                       | 0.2 (32.4)                            | 1.8 (35.2)                            | 7.9 (46.2)                            | 15.9 (60.6)                           | 21.6 (70.9)                           | 25.0 (77)                             | 26.8 (80.2)                           | 26.5 (79.7)                           | 22.6 (72.7)                           | 15.9 (60.6)                           | 8.5 (47.3)                            | 2.6 (36.7)                            | 14.6 (58.3)                           |
| Média baixa °C (°F)                      | −5.7 (21.7)                           | −3.7 (25.3)                           | −0.2 (31.6)                           | 5.6 (42.1)                            | 11.1 (52)                             | 14.5 (58.1)                           | 16.0 (60.8)                           | 15.7 (60.3)                           | 11.9 (53.4)                           | 6.6 (43.9)                            | 1.9 (35.4)                            | −2.7 (27.1)                           | 5.9 (42.6)                            |
| Média precipitação mm (pol.)             | 36 (1.42)                             | 39 (1.54)                             | 33 (1.3)                              | 41 (1.61)                             | 56 (2.2)                              | 76 (2.99)                             | 66 (2.6)                              | 56 (2.2)                              | 48 (1.89)                             | 28 (1.1)                              | 38 (1.5)                              | 40 (1.57)                             | 557 (21.93)                           |
| Média de dias de precipitação            | 12                                    | 13                                    | 10                                    | 10                                    | 11                                    | 11                                    | 10                                    | 8                                     | 7                                     | 7                                     | 11                                    | 12                                    | 122                                   |
| Fonte: World Weather Information Service |                                       |                                       |                                       |                                       |                                       |                                       |                                       |                                       |                                       |                                       |                                       |                                       |                                       |

## Relações internacionais

### Cidades gêmeas - cidades irmãs
Cahul é geminada com:
- Medgidia, Roménia

## Consulados
- Romênia – Consulado-Geral